# Chengxi
Chengxi léase Cheng-Sí (en chino simplificado, 城西区; pinyin, Chéngxī qū; literalmente, ‘occidente de la ciudad’) es un distrito urbano bajo la administración directa de la ciudad-prefectura de Xining. Se ubica en la provincia de Qinghai, en el corazón geográfico de la República Popular China. Su área es de 52 km² y su población total para 2010 fue más de 200 mil habitantes.

## Administración
El distrito de Chengxi se divide en 8 pueblos que se administran en 7 subdistritos y 1 poblado.